# Михлино (Костромская область)
Михлино — деревня в составе Дмитриевского сельского поселения Галичского района Костромской области России.

## История
Согласно Спискам населённых мест Российской империи в 1872 году деревня относилась к 2 стану Галичского уезда Костромской губернии. В ней числилось 22 двора, проживало 73 мужчины и 86 женщин.
Согласно переписи населения 1897 года в деревне проживало 195 человек (83 мужчины и 112 женщин).
Согласно Списку населённых мест Костромской губернии в 1907 году деревня относилась к Воскесенской волости Галичского уезда Костромской губернии. По сведениям волостного правления за 1907 год в ней числилось 43 крестьянских двора и 244 жителя. Основными занятиями жителей деревни были малярный и портняжный промыслы.
До муниципальной реформы 2010 года деревня входила в состав Пронинского сельского поселения.

## Население
| 2008 | 2010 | 2012 | 2014 |
| ---- | ---- | ---- | ---- |
| 1    | ↘0   | ↗1   | →1   |